# 31km (映画)
『31km』（サンジュウイチキロメートル、西：KM 31: Kilómetro 31）は、2006年に製作されたメキシコ・スペイン合作のホラー映画。
日本では劇場未公開。2008年3月7日、アルバトロスよりDVDが発売された。

## ストーリー
31㎞ポストにある場所で自動車事故が発生した。何もなかったのに人を轢いてしまったと勘違いして運転手の女性はパニックに陥り、更に走り出して自損事故にて重傷を負い病院に担ぎ込まれた。運転手と双子の女性である主人公は、双子ゆえの共通観念により事故の原因が不自然で原因を突き止めようとするが、それを契機に不思議な現象に包まれてゆく。

## キャスト
- アガタ/カトリーナ：イリアナ・フォックス
- オマール：ラウル・メンデス
- ヌーニョ：アドリア・コヤード
- ルイザ・ウエルタス
- フロール・パヤン